# Gutenberg-Marathon

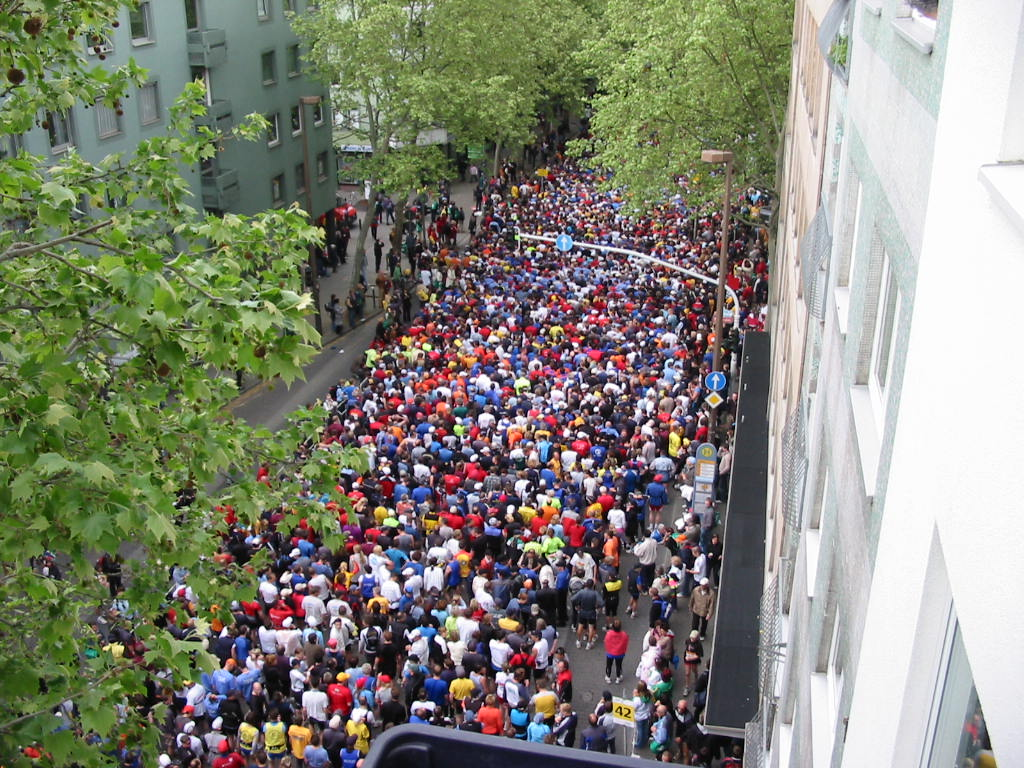
Rheinstraße Mainz: Startaufstellung auf über 400 m Länge von Rathaus bis Holzturm

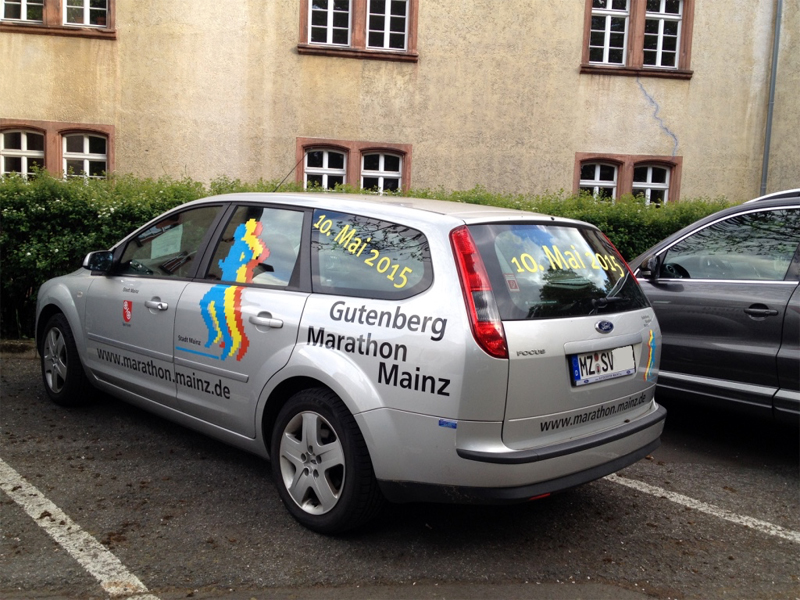
Die Stadtverwaltung macht Werbung auf einem Dienstwagen

Der Gutenberg-Marathon war ein Marathon in Mainz, der von 2000 bis 2023 jährlich am zweiten Sonntag im Mai stattfand. 2020 und 2021 wurde er wegen der COVID-19-Pandemie nicht ausgetragen. Auch für den Mai 2022 wurde der Lauf abgesagt. Ab 2024 wird die Laufveranstaltungen unter dem Namen Gutenberg Halbmarathon Mainz als Halbmarathon ausgetragen.

## Organisation
Der Lauf wurde zum 600. Geburtstag von Johannes Gutenberg vom Amt für Öffentlichkeitsarbeit der Stadt Mainz ins Leben gerufen. Ab 2001 wurde die Organisation an das Sportdezernat übergeben. Sportlicher Ausrichter ist der USC Mainz. Zum Programm gehören auch ein Halbmarathon und ein Rennen für Handbiker; als Ekiden gibt es seit 2006 einen Halbmarathon-Wettbewerb für Schulstaffeln und seit 2009 einen Staffel-Marathon im Zweier-Team, bei dem an der Halbmarathonmarke der für die Zeitmessung benutzte ChampionChip übergeben wird. Wegen der großen Nachfrage und begrenzten Aufnahmekapazität der Veranstaltung sind die Startplätze regelmäßig schon Monate vor dem Veranstaltungstermin ausgebucht.
Bislang wurden viermal die Deutschen Marathon-Meisterschaften im Rahmen des Gutenberg-Marathons ausgetragen. 2007 wurden Ilona Pfeiffer als Gesamtsiegerin und Philipp Büttner als Gesamtfünfter Deutsche Meister, 2008 Susanne Hahn als Gesamtsiegerin und Martin Beckmann als Gesamtdritter, 2009 Bernadette Pichlmaier als Gesamtsiegerin und Stefan Koch als Gesamtfünfter. 2010 verteidigte Pichlmaier als Gesamtvierte ihren Titel, während Dennis Pyka als Gesamtsiebter sich bei den Männern durchsetzte.

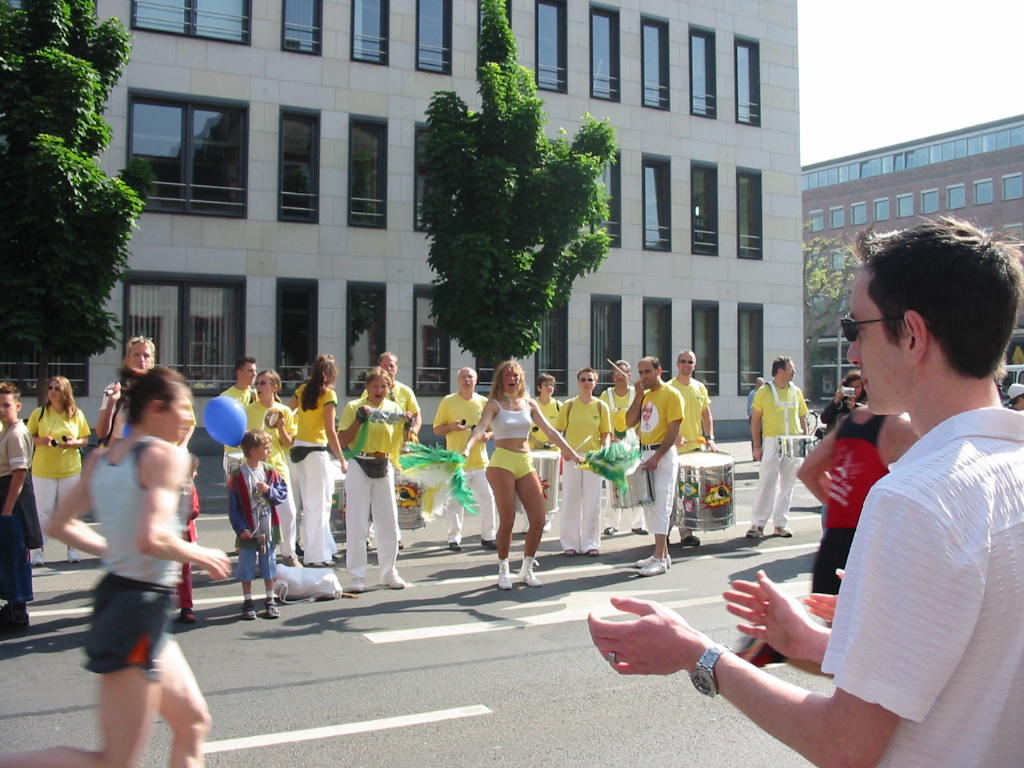
Anfeuerung am Streckenrand in der Bauhofstraße

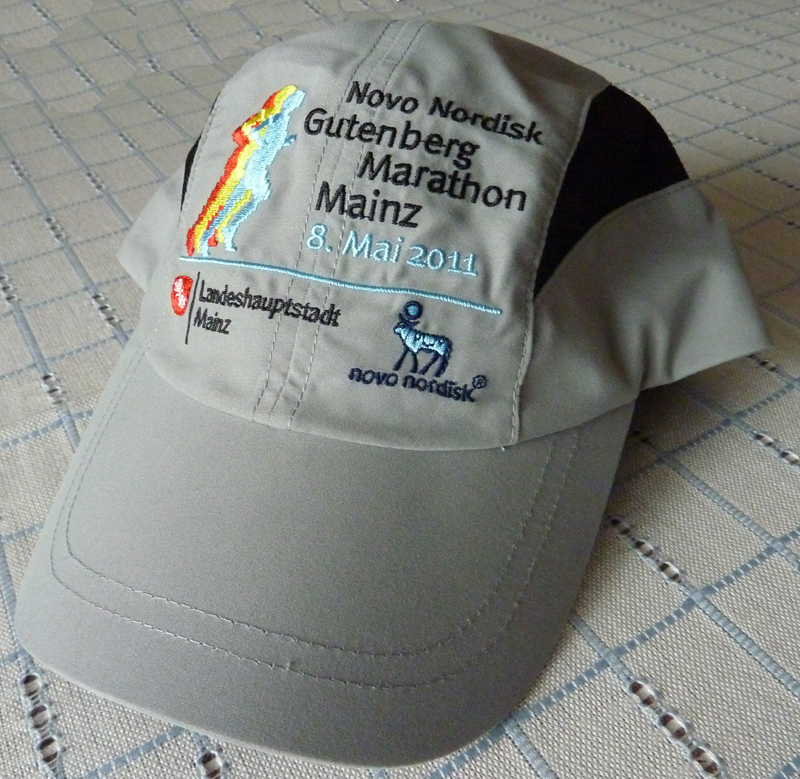
Teilnehmer-Mütze

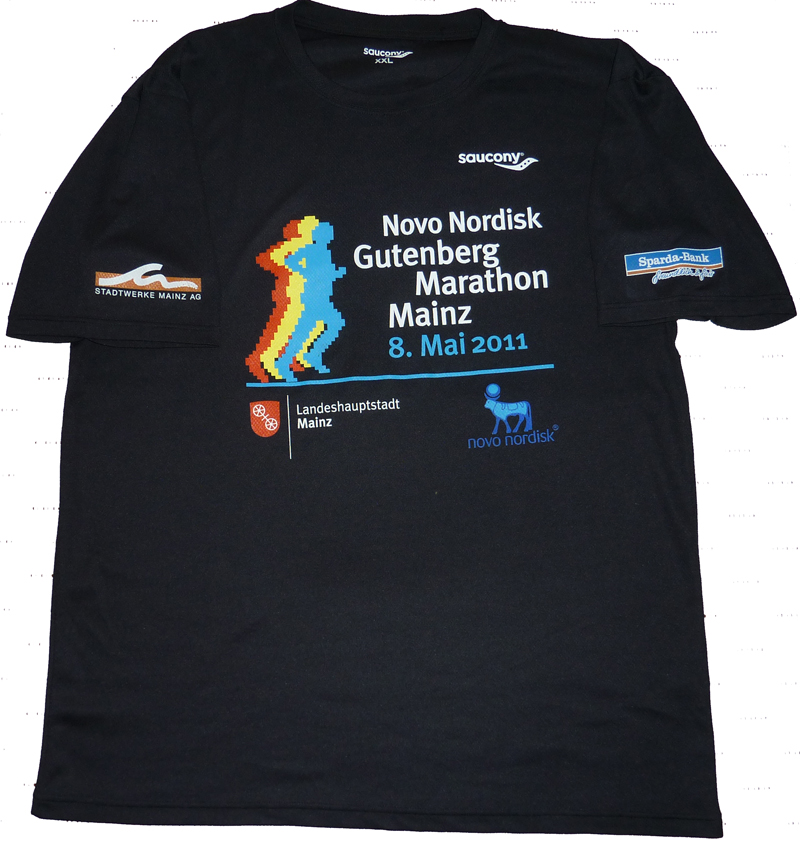
Helfershirt beim Gutenberg-Marathon 2011

Zwischen Dezember 2008 und 2012 lautete die offizielle Bezeichnung „Novo Nordisk Gutenberg-Marathon“ nach dem Hauptsponsor Novo Nordisk.
2016 wurde das Rennen erst am 22. Mai ausgetragen, da die Rheingoldhalle zum eigentlichen Termin am zweiten Sonntag im Mai nicht verfügbar war. Die Zeiten lagen deutlich über jenen der Vorjahre, denn die Mainzer Organisatoren hatten erstmals keine Afrikaner eingeladen.
Ab dem Jahr 2024 wurde die Laufsport-Veranstaltungsagentur motion events aus Frankfurt am Main von der Stadt Mainz mit der Organisation beauftragt.

## Streckenverlauf
Bis 2019 (2020, 2021 und 2022 fiel der Wettbewerb coronabedingt aus), waren Start und Ziel auf der Rheinstraße zwischen Rathaus und Rheingoldhalle, dann führte die doppelt zu laufende Strecke zuerst zum nördlichen Punkt nach Mombach und von dort durch Neu- und Altstadt zum südlichen Wendepunkt in Weisenau. Einige Jahre führte die zweite Hälfte der Strecke nicht mehr durch Weisenau, sondern über die Theodor-Heuss-Brücke und mit einer eine Schleife durch Mainz-Kastel und -Kostheim.
Mit dem Gutenbergmarathon 2023 wurden Start und Zeil des Marathonlaufs in die Große Bleiche verlegt und auch die weitere Strecke wesentlich gegenüber dem bisherigen Verlauf geändert. Zum Beispiel wurde die von Läufern als eintönig empfundene Strecke durch Weisenau stark verkürzt und der Kursverlauf in Teilen näher an den Rhein verlegt.
Der Kurs ist flach, die Strecke ist bis auf einige Kopfsteinpflaster-Passagen in der Fußgängerzone der Altstadt durchgängig asphaltiert. Zahlreiche Zuschauer säumen die Strecke und sorgen für die stadttypische Fastnachtstimmung.
Marathonteilnehmer, die nach der ersten Runde die Halbmarathonmarke erst nach 2:45 Stunden erreichen, müssen den Lauf als Halbmarathonteilnehmer beenden.

## Berichterstattung
Der Gutenberg-Marathon wurde bis 2010 live vom SWR Fernsehen übertragen. 2004 nahmen die Teilnehmer der Sendereihe Von Null auf 42 am Halbmarathon in Mainz teil. 2013 übertrug das SWR Fernsehen den Marathon live im Internet, hierfür wurde ein Apple iPhone 5 benutzt.
Die Ergebnislisten werden in einer Sonderbeilage der Allgemeinen Zeitung Mainz veröffentlicht.

## Statistik

### Streckenrekorde
Halbmarathon
- Männer: 1:00:50 h, James Kipkurui (KEN), 2025
- Frauen: 1:08:52 h, Esther Kipkech (KEN), 2025

Marathon
- Männer: 2:11:01 h, Mohamed Ikoki Msandeki (TAN), 2010
- Frauen: 2:29:35 h, Susanne Hahn (GER), 2008

### Siegerlisten

#### Marathon
| Datum              | Männer                                       | Nation                                       | Zeit                                         | Frauen                                       | Nation                                       | Zeit                                         |
| ------------------ | -------------------------------------------- | -------------------------------------------- | -------------------------------------------- | -------------------------------------------- | -------------------------------------------- | -------------------------------------------- |
| Mai 2024[veraltet] | Nicht ausgetragen                            | Nicht ausgetragen                            | Nicht ausgetragen                            | Nicht ausgetragen                            | Nicht ausgetragen                            | Nicht ausgetragen                            |
| 07. Mai 2023       | Pramau Uladzislau                            | Belarus                                      | 2:17:16                                      | Vaida Žūsinaitė-Nekriošienė                  | Litauen                                      | 2:40:31                                      |
| Mai 2022           | n/a, da wegen der COVID-19-Pandemie abgesagt | n/a, da wegen der COVID-19-Pandemie abgesagt | n/a, da wegen der COVID-19-Pandemie abgesagt | n/a, da wegen der COVID-19-Pandemie abgesagt | n/a, da wegen der COVID-19-Pandemie abgesagt | n/a, da wegen der COVID-19-Pandemie abgesagt |
| Mai 2021           | n/a, da wegen der COVID-19-Pandemie abgesagt | n/a, da wegen der COVID-19-Pandemie abgesagt | n/a, da wegen der COVID-19-Pandemie abgesagt | n/a, da wegen der COVID-19-Pandemie abgesagt | n/a, da wegen der COVID-19-Pandemie abgesagt | n/a, da wegen der COVID-19-Pandemie abgesagt |
| Mai 2020           | n/a, da wegen der COVID-19-Pandemie abgesagt | n/a, da wegen der COVID-19-Pandemie abgesagt | n/a, da wegen der COVID-19-Pandemie abgesagt | n/a, da wegen der COVID-19-Pandemie abgesagt | n/a, da wegen der COVID-19-Pandemie abgesagt | n/a, da wegen der COVID-19-Pandemie abgesagt |
| 5. Mai 2019        | Andrzej Rogiewicz                            | Polen                                        | 2:21:27                                      | Remalda Kergyte-Dauskudiene                  | Litauen                                      | 2:41:42                                      |
| 6. Mai 2018        | Ivan Babaryka -2-                            | Ukraine                                      | 2:24:36                                      | Olga Kalendarowa-Ochal                       | Polen                                        | 2:41:21                                      |
| 7. Mai 2017        | Ivan Babaryka                                | Ukraine                                      | 2:19:34                                      | Aicha Bani                                   | Marokko                                      | 2:44:46                                      |
| 22. Mai 2016       | Yurij Rusyuk                                 | Ukraine                                      | 2:20:31                                      | Kateryna Karmanenko                          | Ukraine                                      | 2:44:39                                      |
| 7. Mai 2015        | Tola Bane Edea -3-                           | Äthiopien                                    | 2:11:26                                      | Tizita Tereche Dida                          | Äthiopien                                    | 2:33:23                                      |
| 11. Mai 2014       | Lazarus Too                                  | Kenia                                        | 2:12:36                                      | Tatjana Wilissowa -2-                        | Russland                                     | 2:37:18                                      |
| 12. Mai 2013       | Tola Bane Edea -2-                           | Äthiopien                                    | 2:11:20                                      | Valary Jemeli Aiyabei                        | Kenia                                        | 2:39:47                                      |
| 6. Mai 2012        | Silas Kipchirchir Toek                       | Kenia                                        | 2:12:19                                      | Tatjana Wilissowa                            | Russland                                     | 2:32:03                                      |
| 8. Mai 2011        | Tola Bane Edea                               | Äthiopien                                    | 2:13:32                                      | Asha Gigi                                    | Äthiopien                                    | 2:31:10                                      |
| 9. Mai 2010        | Mohamed Ikoki Msandeki                       | Tansania                                     | 2:11:01                                      | Almaz Alemu                                  | Äthiopien                                    | 2:34:08                                      |
| 10. Mai 2009       | Sammy Kipkoech Tum                           | Kenia                                        | 2:13:55                                      | Bernadette Pichlmaier                        | Deutschland                                  | 2:38:44                                      |
| 4. Mai 2008        | Andrij Naumow -3-                            | Ukraine                                      | 2:11:10                                      | Susanne Hahn                                 | Deutschland                                  | 2:29:35                                      |
| 6. Mai 2007        | Andrij Naumow -2-                            | Ukraine                                      | 2:14:04                                      | Ilona Pfeiffer                               | Deutschland                                  | 2:46:13                                      |
| 14. Mai 2006       | Andrij Naumow                                | Ukraine                                      | 2:13:56                                      | Maria Teodorascu                             | Rumänien                                     | 2:43:33                                      |
| 8. Mai 2005        | Marek Dryja                                  | Polen                                        | 2:16:51                                      | Jelena Tichonowa                             | Russland                                     | 2:38:03                                      |
| 9. Mai 2004        | Alexandr Bolchowitin                         | Russland                                     | 2:18:36                                      | Julija Winokurowa                            | Russland                                     | 2:33:57                                      |
| 11. Mai 2003       | Arthur-Janos Miklos                          | Rumänien                                     | 2:18:10                                      | Olena Fadejewa -2-                           | Ukraine                                      | 2:38:02                                      |
| 20. Mai 2002       | Elijah Mutandiro                             | Simbabwe                                     | 2:16:22                                      | Olena Fadejewa                               | Ukraine                                      | 2:39:26                                      |
| 6. Mai 2001        | Francis Mbiu                                 | Kenia                                        | 2:17:33                                      | Larisa Timkina                               | Moldau                                       | 2:34:03                                      |
| 14. Mai 2000       | Bruno Heuberger                              | Schweiz                                      | 2:19:58                                      | Elizabeth Onyambu-Schröder                   | Kenia                                        | 2:47:42                                      |

| Deutsche Meisterschaft Marathon |

#### 2/3-Marathon
| Jahr | Männer          | Nation      | Zeit    | Frauen            | Nation      | Zeit    |
| ---- | --------------- | ----------- | ------- | ----------------- | ----------- | ------- |
| 2015 | Tim Madalinski  | Deutschland | 1:41:01 | Jutta Bühler      | Deutschland | 2:03:53 |
| 2014 | Harald Volz     | Deutschland | 1:51:52 | Susanne Matheis   | Deutschland | 2:18:03 |
| 2008 | Matthias Saier  | Deutschland | 1:43:37 | Andrea Meuser     | Deutschland | 2:03:02 |
| 2007 | Thomas Kröll    | Deutschland | 1:49:37 | Heidrun Alexander | Deutschland | 2:10:49 |
| 2006 | Guido Boghe     | Belgien     | 1:48:14 | Sabine Busch      | Deutschland | 2:16:42 |
| 2005 | Oleg Stryzakow  | Russland    | 1:35:04 | Petra Schöneberg  | Deutschland | 2:09:55 |
| 2004 | Ulrich Rötzheim | Deutschland | 1:42:45 | Stefanie Neeb     | Deutschland | 2:09:17 |

#### Halbmarathon
| Jahr | Männer                                       | Nation                                       | Zeit                                         | Frauen                                       | Nation                                       | Zeit                                         |
| ---- | -------------------------------------------- | -------------------------------------------- | -------------------------------------------- | -------------------------------------------- | -------------------------------------------- | -------------------------------------------- |
| 2025 | James Kipkurui                               | Kenia                                        | 1:00:50                                      | Esther Kipkech                               | Kenia                                        | 1:08:52                                      |
| 2024 | Victor Kimutai / Benson Mutiso               | Kenia                                        | 1:01:01                                      | Josephine Naukot                             | Kenia                                        | 1:09:26                                      |
| 2023 | Patrick Andres                               | Deutschland                                  | 1:06:45                                      | Danielle Springfels                          | Vereinigte Staaten                           | 1:25:02                                      |
| 2022 | n/a, da wegen der COVID-19-Pandemie abgesagt | n/a, da wegen der COVID-19-Pandemie abgesagt | n/a, da wegen der COVID-19-Pandemie abgesagt | n/a, da wegen der COVID-19-Pandemie abgesagt | n/a, da wegen der COVID-19-Pandemie abgesagt | n/a, da wegen der COVID-19-Pandemie abgesagt |
| 2021 | n/a, da wegen der COVID-19-Pandemie abgesagt | n/a, da wegen der COVID-19-Pandemie abgesagt | n/a, da wegen der COVID-19-Pandemie abgesagt | n/a, da wegen der COVID-19-Pandemie abgesagt | n/a, da wegen der COVID-19-Pandemie abgesagt | n/a, da wegen der COVID-19-Pandemie abgesagt |
| 2020 | n/a, da wegen der COVID-19-Pandemie abgesagt | n/a, da wegen der COVID-19-Pandemie abgesagt | n/a, da wegen der COVID-19-Pandemie abgesagt | n/a, da wegen der COVID-19-Pandemie abgesagt | n/a, da wegen der COVID-19-Pandemie abgesagt | n/a, da wegen der COVID-19-Pandemie abgesagt |
| 2019 | Selama Testamariam                           | Eritrea                                      | 1:06:06                                      | Anke Esser                                   | Deutschland                                  | 1:13:14                                      |
| 2018 | Roman Prodius                                | Moldau                                       | 1:08:12                                      | Maryna Nemchenko                             | Ukraine                                      | 1:16:49                                      |
| 2017 | Aleksandr Babaryka                           | Ukraine                                      | 1:06:40                                      | Fabienne Amrhein                             | Deutschland                                  | 1:13:13                                      |
| 2016 | Niels Bubel                                  | Deutschland                                  | 1:10:25                                      | Kerstin Stephan -5-                          | Deutschland                                  | 1:19:41                                      |
| 2015 | Ivan Babaryka -2-                            | Ukraine                                      | 1:06:48                                      | Kerstin Stephan -4-                          | Deutschland                                  | 1:19:59                                      |
| 2014 | Ivan Babaryka                                | Ukraine                                      | 1:07:46                                      | Kerstin Stephan -3-                          | Deutschland                                  | 1:19:09                                      |
| 2013 | Dennis Pyka                                  |                                              | 1:08:16                                      | Kerstin Stephan -2-                          | Deutschland                                  | 1:21:41                                      |
| 2012 | Benedikt Hoffmann                            | Deutschland                                  | 1:09:21                                      | Kerstin Stephan                              | Deutschland                                  | 1:23:24                                      |
| 2011 | Hansjörg Brücker                             | Schweiz                                      | 1:13:10                                      | Nicole Böhm                                  |                                              | 1:21:58                                      |
| 2010 | Jörn Harland                                 |                                              | 1:08:36                                      | Nicole Leder                                 | Deutschland                                  | 1:19:46                                      |
| 2009 | Micah Kiplagat Samoei                        | Kenia                                        | 1:06:49                                      | Lucy Wambui Murigi                           | Kenia                                        | 1:19:44                                      |
| 2008 | Marcel Martin                                |                                              | 1:15:39                                      | Judith Olinger                               |                                              | 1:22:03                                      |
| 2007 | Simon Engelfried                             |                                              | 1:09:50                                      | Gerlinde Lenske                              |                                              | 1:24:52                                      |
| 2006 | Mike Mariathasan                             |                                              | 1:08:47                                      | Inna Lebedewa                                | Ukraine                                      | 1:21:21                                      |
| 2005 | André Green -2-                              |                                              | 1:07:20                                      | Kerstin Hoffmann                             |                                              | 1:24:03                                      |
| 2004 | André Green                                  |                                              | 1:08:29                                      | Ellen Wessinghage                            | Deutschland                                  | 1:24:56                                      |
| 2003 | Francis Mbui                                 | Kenia                                        | 1:07:12                                      | Lorraine McCarthy                            | Vereinigtes Königreich                       | 1:27:54                                      |
| 2002 | Michael Ngaseke                              | Simbabwe                                     | 1:06:09                                      | Julia Brengel-Keck                           |                                              | 1:23:00                                      |
| 2001 | Alfred Knickenberg                           |                                              | 1:08:28                                      | Mary-Anne Tonini                             |                                              | 1:25:47                                      |
| 2000 | Stefan Wohllebe                              |                                              | 1:10:42                                      | Sabine Rankel                                |                                              | 1:23:18                                      |

#### Handbike
Die Strecke für die Handbiker ist mit der ersten Marathonrunde (21,1 km) identisch. Der Start erfolgt zehn Minuten vor dem Start des Marathonlaufs. Gefahren wird in Anlehnung an die EHC-Richtlinien mit folgender Klasseneinteilung:
- MH1 (Tetra; vorher Div. A)
- MH2 (Para bis TH9/10; vorher Div. B)
- MH3 (Para ab TH 11-L4, Amputierte, alle Anderen und Nichtbehinderte; vorher Div. C)
- WH (Frauen; vorher Div. F)
- MHY + WHY (Jugend/Nachwuchsklasse männlich+weiblich; vorher Div. Y)

In der Damenklasse WH und in MH3 können auch Nichtbehinderte zugelassen werden.

### Entwicklung der Finisherzahlen
| Jahr | Marathon | davon Männer | davon Frauen | 2/3- Marathon | davon Männer | davon Frauen | Halb- marathon | davon Männer | davon Frauen | 10 km | davon Männer | davon Frauen | Staffeln (42,2 km/ bis 2012 21,1 km) | davon Männer | davon Frauen | davon Mix |
| ---- | -------- | ------------ | ------------ | ------------- | ------------ | ------------ | -------------- | ------------ | ------------ | ----- | ------------ | ------------ | ------------------------------------ | ------------ | ------------ | --------- |
| 2025 | -        | -            | -            | -             | -            | -            | 7329           | 4382         | 2947         | 1780  | 808          | 972          | -                                    | -            | -            | -         |
| 2024 | -        | -            | -            | -             | -            | -            | 5246           | 3300         | 1946         | 1281  | 584          | 697          | -                                    | -            | -            | -         |
| 2023 | 907      | 735          | 172          | -             | -            | -            | 5115           | 3295         | 1820         |       |              |              | 206                                  |              |              |           |
| 2022 | -        | -            | -            | -             | -            | -            | -              | -            | -            |       |              |              | -                                    | -            | -            | -         |
| 2021 | -        | -            | -            | -             | -            | -            | -              | -            | -            |       |              |              | -                                    | -            | -            | -         |
| 2020 | -        | -            | -            | -             | -            | -            | -              | -            | -            |       |              |              | -                                    | -            | -            | -         |
| 2019 | 1018     | 803          | 215          | -             | -            | -            | 6016           | 3811         | 2205         |       |              |              | 253                                  |              |              |           |
| 2018 | 795      | 661          | 134          | -             | -            | -            | 5398           | 3491         | 1907         |       |              |              | 235                                  |              |              |           |
| 2017 | 880      | 734          | 146          | -             | -            | -            | 5722           | 3710         | 2012         |       |              |              | 254                                  |              |              |           |
| 2016 | 873      | 711          | 162          | -             | -            | -            | 6.037          | 3.978        | 2.059        |       |              |              | 159                                  | -            | -            | -         |
| 2015 | 967      | 813          | 154          | 379           | 278          | 101          | 5.770          | 3.810        | 1.960        |       |              |              | -                                    | -            | -            | -         |
| 2014 | 1.099    | 941          | 158          | 404           | 299          | 105          | 5.834          | 3.836        | 1.998        |       |              |              | -                                    | -            | -            | -         |
| 2013 | 1.122    | 985          | 137          | 423           | 313          | 110          | 5.601          | 3.716        | 1.885        |       |              |              | -                                    | -            | -            | -         |
| 2012 | 1.192    | 1.026        | 166          | –             | –            | –            | 6.483          | 4.390        | 2.093        |       |              |              | 79                                   | 25           | 7            | 47        |
| 2011 | 1.257    | 1.087        | 170          | –             | –            | –            | 6.778          | 4.650        | 2.128        |       |              |              | 151                                  | 68           | 15           | 68        |
| 2010 | 1.405    | 1.208        | 197          | –             | –            | –            | 6.169          | 4.229        | 1.940        |       |              |              | 221                                  | 101          | 21           | 99        |
| 2009 | 1.721    | 1.456        | 265          | –             | –            | –            | 6.463          | 4.520        | 1.943        |       |              |              | 225                                  | 109          | 27           | 89        |
| 2008 | 1.964    | 1.627        | 337          | 693           | 520          | 173          | 5.688          | 3.893        | 1.795        |       |              |              | –                                    | –            | –            | –         |
| 2007 | 2.028    | 1.724        | 304          | 860           | 655          | 205          | 5.713          | 3.865        | 1.848        |       |              |              | –                                    | –            | –            | –         |
| 2006 | 2.196    | 1.846        | 340          | 848           | 622          | 226          | 5.246          | 3.429        | 1.817        |       |              |              | –                                    | –            | –            | –         |
| 2005 | 3.184    | 2.643        | 541          | 950           | 620          | 230          | 5.567          | 3.539        | 2.028        |       |              |              | –                                    | –            | –            | –         |
| 2004 | 2.776    | 2.361        | 415          | 745           | 587          | 158          | 5.126          | 3.596        | 1.530        |       |              |              | –                                    | –            | –            | –         |
| 2003 | 2.299    | 1.993        | 306          | –             | –            | –            | 4.263          | 3.017        | 1.246        |       |              |              | –                                    | –            | –            | –         |
| 2002 | 2.615    | 2.248        | 367          | –             | –            | –            | 3.691          | 2.613        | 1.078        |       |              |              | –                                    | –            | –            | –         |
| 2001 | 2.885    | ???          | ???          | –             | –            | –            | 2.237          | ???          | ???          |       |              |              | –                                    | –            | –            | –         |
| 2000 | 2.532    | 2.154        | 378          | –             | –            | –            | 2.315          | 1.660        | 655          |       |              |              | –                                    | –            | –            | –         |

## Rahmenprogramm

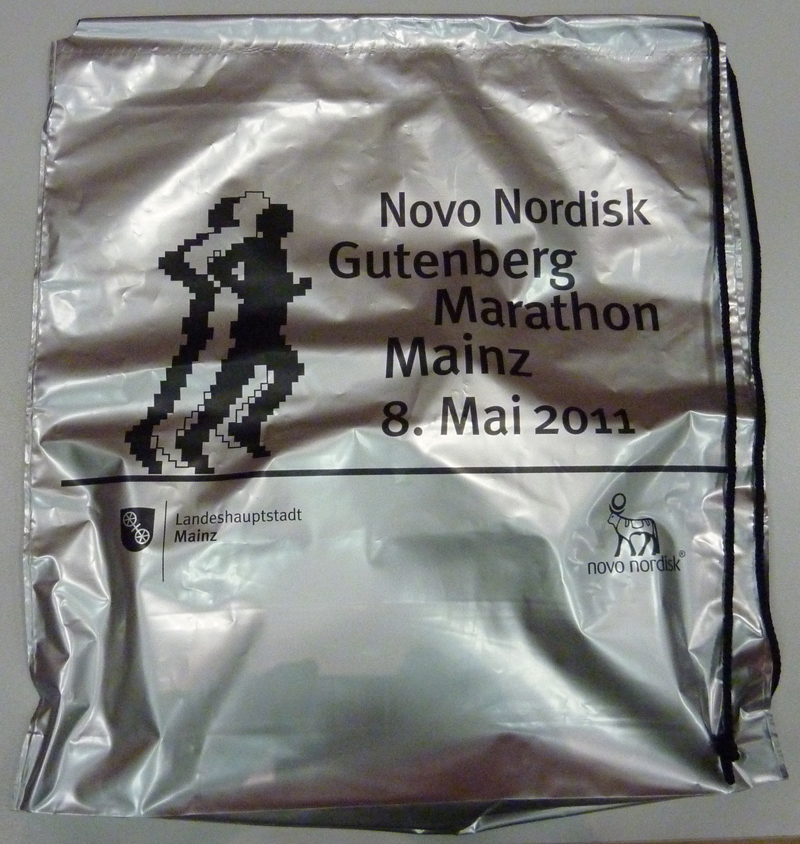
Kleidertasche

Neben den Organisatorischen Abläufen am Gutenberg-Marathon (Ausgabe der Startunterlagen, Startaufstellung und Starts der verschiedenen Disziplinen), findet in Mainz ein entsprechendes Rahmenprogramm am Marathon-Wochenende statt.
An beiden Tagen gibt es in der Rheingoldhalle eine Marathon-Messe, am Samstag eine Pastaparty für die Teilnehmer, sowie den Mainzer Präventionstag: Wie fit sind Sie? und Aktion Lebenslauf auf dem Gutenbergplatz in der Mainzer Innenstadt. Am Rathaus findet ein Bühnenprogramm unter dem Titel: Runner’s stage – Sport barrierefrei statt (Stand: 2011).